# Yurameki

"Yurameki" (ゆらめき (яп.)) — сингл гурту Dir En Grey, який вийшов в реліз 20 лютого 1999 року, одночасно разом з "Akuro no Oka" та "-Zan-". Сингл отримав 5 місце у музичному чпрті Oricon в Японії.
На пісню була зроблена кавер-версі R-Shitei у компіляції Crush! 2 -90's V-Rock Best Hit Cover Songs-, яка була випущена в 23 листопада 2011 року і додано до збірки visual kei каверів пісень, які вплину на розвиток руху «visual kei» у 1990-х роках.

## Трекліст
Автор слів Kyo. 
| #  | Назва | Автор музики | Тривалість |
| -- | --- | ------------ | ---------- |
| 1. | «Yurameki» (ゆらめき (яп.))                                                                                  | Shinya       | 5:09       |
| 2. | «Akuro no Oka K.N.Y. Mix» (アクロの丘 (яп.)/"K.N.Y. Mix", remix by Gary Adante, Rob Arbittier, Eddie DeLena) | Kaoru        | 5:51       |

## Персоналії
- Dir En Grey
  - Kyo – вокал, лірика
  - Kaoru – гітара
  - Die – гітара
  - Toshiya – бас-гітара
  - Shinya – барабани
- Yoshiki Hayashi – продюсер
- Джо Чіккареллі - аудіо-міксинг
- Стівен Маркуссен – Мастеринг
- Гарні Адант, Роб Арбіттіер та Едді Делена (Noisy Neighbors Productions) – ремікси